# Луна, Адриан
Адриан Николас Луна Ретамар (исп. Adrián Nicolás Luna Retamar; род. 12 апреля 1992, Такуарембо) — уругвайский футболист, играющий на позиции полузащитника. Ныне выступает за индийский клуб «Керала Бластерс».

## Клубная карьера
Адриан Луна начинал свою карьеру футболиста в уругвайском клубе «Дефенсор Спортинг». 6 февраля 2010 года он дебютировал в Чемпионате Уругвая, выйдя на замену в гостевой игре с «Насьоналем». 17 сентября того же года Луна впервые забил на профессиональном уровне, отметившись дублем в домашнем поединке против перуанской команды «Спорт Уанкайо», проходившем в рамках Южноамериканского кубка.
В середине 2011 года уругваец перешёл в испанский «Эспаньол», но играл на правах аренды за команды испанской Сегунды «Таррагона» и «Сабадель». Сезон 2012/13 Луна провёл, также будучи в аренде, за уругвайский «Насьональ».
В сентябре 2013 года Луна вернулся в «Дефенсор Спортинг», за который выступал следующие два года. Затем он играл за мексиканский «Венадос» в лиге Ассенсо МХ, а с середины 2016 года представлял мексиканский «Веракрус».